# 김광수 (1958년)
김광수(金光守, 1958년 6월 11일 ~ )는 제6, 8대 전주시의회 의원, 제9, 10대 전라북도의회 의원 및 제 10대 전라북도의회 의장을 역임하였으며, 제20대 국회의원(전북 전주시 갑)이었다.

## 학력
- 전북대학교 행정대학원 정치학(지방자치학과) 석사
- 전북대학교 불어불문학과 학사
- 전주고등학교 졸업
- 완산중학교 졸업
- 진북국민학교 졸업

## 경력
- 전북환경운동연합 사무처장·정책실장
- 전북 노동운동단체협의회 사무국장
- 전북시민운동연합 정책실장·대변인
- 전주고등법원 유치추진위원회 대변인
- 1992~1995: 민주당 전라북도 지부 전주시 완산구 지구당 총무부장
- 1992~1995: 민주당 전라북도 지부 전주시 완산구 지구당 지방자치발전협의회장
- 1995~1998: 새정치국민회의 전라북도 지부 전주시 완산구 지구당 사무차장·상무위원
- 1995~2003: 새정치국민회의→새천년민주당 전라북도 지부 전주시 완산구 지구당 서서학동 지방자치위원장
- 1996~1998: 새정치국민회의 장영달 국회의원 경제담당 특별보좌역
- 1998년 6월 4일: 제2회 전국동시지방선거 당선(민선 2기, 전북 전주시 서서학동 선거구, 무소속, 초선)
- 1998.07 ~ 2002.06 제6대 전라북도 전주시의회 의원(민선 2기, 전북 전주시 서서학동 선거구, 무소속, 초선)
- 2000~2003: 새천년민주당 전라북도 지부 전주시 완산구 지구당 청년위원장
- 2000~2003: 새천년민주당 전라북도 지부 전주시 완산구 지구당 윤리위원
- 2000~2003: 새천년민주당 전라북도 지부 전주시 완산구 지구당 정책실장
- 2000~2003: 새천년민주당 전라북도 지부 소비자특별위원장
- 2004~2006: 열린우리당 장영달 국회의원 정치특보
- 2004~2006: 열린우리당 전라북도당 정책위원·교육연수위원
- 2006년 5월 31일: 제4회 전국동시지방선거 당선(민선 4기, 전북 전주시 다 선거구, 열린우리당, 재선)
- 2006.07 ~ 2010.04: 제8대 전라북도 전주시의회 의원(민선 4기, 전북 전주시 다 선거구, 열린우리당→대통합민주신당→통합민주당→민주당, 재선)
  - 제8대 전라북도 전주시의회 열린우리당 원내대표
  - 2008.07 ~ 2010.04: 제8대 전라북도 전주시의회 후반기 도시건설위원회 위원장
- 2008~2010: 민주당 전라북도당 전주시 완산구 갑 지역위원회 부위원장
- 2010년 6월 2일: 제5회 전국동시지방선거 당선(민선 5기, 전북 전주시 제2선거구, 민주당, 초선)
  - 2010.07 ~ 2014.06: 제9대 전라북도의회 의원(민선 5기, 전북 전주시 제2선거구, 민주당→민주통합당→민주당→새정치민주연합, 초선)
  - 2010.07 ~ 2012.06: 제9대 전라북도의회 전반기 간행물편위원회 위원장
  - 2012.07 ~ 2014.06: 제9대 전라북도의회 후반기 운영위원회 위원장
- 2014년 6월 4일: 제6회 전국동시지방선거 당선(민선 6기, 전북 전주시 제2선거구, 새정치민주연합, 재선)
- 2014.07 ~ 2016.01: 제10대 전라북도의회 의원(민선 6기, 전북 전주시 제2선거구, 새정치민주연합→더불어민주당→무소속, 재선)
  - 2014.08 ~ 2016.01: 제10대 전라북도의회 전반기 의장
- 2016년 4월 13일: 대한민국 제20대 국회의원 선거 당선(전북 전주시 갑, 국민의당, 초선)
- 2016.05 ~ 2020.05: 제20대 국회의원(전북 전주시 갑, 국민의당→무소속→민주평화당→민생당→무소속, 초선)
  - 2016.06 ~ 2018.02: 제20대 국회 전반기 보건복지위원회 간사
  - 2016.07 ~ 2017.05: 제20대 국회 전반기 예산결산특별위원회 위원 및 예산안등조정소위원회 위원
  - 2016.07 ~ 2017.07: 제20대 국회 저출산고령화대책특별위원회 간사
  - 2017.05 ~ 2017.06: 제20대 국회 국무총리(이낙연) 임명동의에 관한 인사청문특별위원회 간사
  - 2018.02 ~ 2018.05: 제20대 국회 전반기 보건복지위원회 위원
  - 2018.05 ~ 2018.06: 제20대 국회 헌법개정 및 정치개혁 특별위원회 위원
  - 2018.07 ~ 2020.05: 제20대 국회 후반기 보건복지위원회 위원
  - 2018.12 ~ 2020.05: 제20대 국회 공공부문 채용비리 의혹과 관련된 국정조사특별위원회 위원
  - 2019.07 ~ 2020.05: 제20대 국회 후반기 예산결산특별위원회 위원
  - 2020.02 ~ 2020.05: 제20대 국회 코로나19 대책 특별위원회 간사
- 2016.05 ~ 2017.01: 국민의당 원내부대표
- 2016.08 ~ 2017.08: 국민의당 전라북도당 위원장
- 2016.12 ~ 2017.01: 국민의당 사무총장
- 2017.01 ~ 2017.08: 국민의당 제5정책조정위원장
- 2017.02 ~ 2017.08: 국민의당 시도위원장단협의회 공동대표
- 2017.04 ~ 2017.05: 제19대 대통령 선거 국민의당 안철수 대통령 후보 중앙선거대책위원회 종합상황실장
- 2017.04 ~ 2017.05: 제19대 대통령 선거 국민의당 안철수 대통령 후보 전라북도선거대책위원회 상임선거대책위원장
- 2018.02 ~ 2018.08: 민주평화당 제4정책조정위원회 위원장
- 2018.02 ~ 2018.08: 민주평화당 정책위원회 수석부의장
- 2018.02 ~ 2018.08: 민주평화당 헌법개정 및 정치개혁 특별위원회 간사
- 2019.01 ~ 2019.08: 민주평화당 사무총장
- 2020.03 ~ 2021.12: 민생당 탈당
- 2021.12 ~ 2022.07: 더불어민주당 복당
- 2022.07 ~ 2023.07: 전라북도 정무특보
- 2023.07 ~: 더불어민주당 복당

## 수상
- 2019: 제8회 2019 대한민국을 빛낸 올해의 인물대상 국회의정활동우수부문 최고대상
- 2019: (사)한국환경정보연구센터 선정 ‘2019 국정감사 친환경 베스트의원’
- 2019: MBN, 한국여성유권자연맹 선정 2019년 3분기 ‘참 괜찮은 의원상’
- 2019: 쿠키뉴스 선정 ‘2019 국정감사 우수의원’
- 2019: (사)청년과미래 선정 청년친화 우수국회의원 정책부문대상
- 2019: 국회 선정 2018년도 입법 및 정책개발 우수 국회의원
- 2019: 한국소비자협회 선정 2019 대한민국 소비자대상 사회적가치입법부문
- 2019: JJC지방자치TV 2019 대한민국 의정대상
- 2019: (사)시민이만드는생활정책연구원 선정 깨알정책대상
- 2018: (사)한국환경정보연구센터 선정 2018 국정감사 친환경 베스트의원
- 2018: JJC지방자치TV 선정 2018 국정감사 우수의원
- 2018: 제5회 행복나눔대상 매니패스토상
- 2018: 민주평화당 2018년 국정감사 우수의원
- 2018: 민주평화당 2018년 국정감사 금주의 국감의원
- 2018: 대한민국 의정대상선정위원회 선정 제19회 대한민국 의정대상
- 2018: (사)청년과미래 선정 청년정책 우수국회의원 종합대상
- 2018: 사회정의시민행동 선정 공동선 의정활동상
- 2018: 2018 대한민국 인성교육대상
- 2018: 한국여성유권자연맹 선정 여성정치발전인상
- 2018: 국회 선정 2017년도 입법 및 정책개발 최우수 국회의원
- 2018: 유권자시민행동 선정 대한민국 유권자대상
- 2018: 대한아동병원협회 선정 자랑스러운 국회의원상
- 2017: 연합매일신문 제16회 대한민국 의정대상
- 2017: 국민의당 2017년 국정감사 우수의원
- 2017: 국민의당 2017년 국정감사 오늘의 국감의원
- 2017: 지방자치TV 2017 대한민국 의정대상
- 2017: 유권자시민행동 2017 대한민국 유권자대상
- 2017: 법률소비자연맹 제20회 국회의원 헌정대상
- 2016: 국정감사 NGO모니터단 2016년도 국정감사 우수국회의원
- 2016: 국민의당 2016년 국정감사 우수의원
- 2016: 2016 대한민국문화예술공헌대상

## 역대 선거 결과
|  | 33.88% |

|  | 27.88% |

|  | 46.64% |

|  | 46.64% |

|  | 55.75% |

|  | 0% |

|  | 43.30% |

|  | 16.68% |

## 소속 정당
| 소속 정당 | 소속 정당      | 소속 기간 | 비고      |
| --------- | -------------- | --------- | --------- |
|           | 무소속         | 1992~1995 | 정계 입문 |
|           | 새정치국민회의 | 1995~2000 | 창당      |
|           | 새천년민주당   | 2000~2003 | 합당      |
|           | 무소속         | 2003      | 탈당      |
|           | 열린우리당     | 2003~2007 | 창당      |
|           | 대통합민주신당 | 2007~2008 | 합당      |
|           | 통합민주당     | 2008      | 합당      |
|           | 민주당         | 2008~2011 | 당명 변경 |
|           | 민주통합당     | 2011~2013 | 합당      |
|           | 민주당         | 2013~2014 | 당명 변경 |
|           | 새정치민주연합 | 2014~2015 | 합당      |
|           | 더불어민주당   | 2015~2016 | 당명 변경 |
|           | 무소속         | 2016      | 탈당      |
|           | 국민의당       | 2016~2018 | 창당      |
|           | 무소속         | 2018      | 탈당      |
|           | 민주평화당     | 2018~2020 | 창당      |
|           | 민생당         | 2020      | 합당      |
|           | 무소속         | 2020~2021 | 탈당      |
|           | 더불어민주당   | 2021~2022 | 복당      |
|           | 무소속         | 2022~2023 | 탈당      |
|           | 더불어민주당   | 2023~현재 | 복당      |

## 같이 보기
- 전주시 갑
- 전주시의 국회의원
- 전주시 완산구의 국회의원
- 전주시 덕진구의 국회의원